# Mychajło Mykołenko
Mychajło Archypowycz Mykołenko (ur. 30 stycznia 1951 w Jakymiwce w obwodzie winnickim) – ukraiński polityk i samorządowiec, przewodniczący Tarnopolskiej Rady Obwodowej od 18 maja 2006 do 26 marca 2009. Ukończył studia w Instytucie Pedagogicznym w Tarnopolu. Członek partii Batkiwszczyna.